# System of a Down (àlbum)
System of a Down és l'àlbum de debut amb el mateix nom del grup de System of a Down, publicat per primera vegada l'any 1998. La mà de la portada pertany al treball artístic d'un pòster dissenyat per l'artista John Heartfield per la Festa Comunista d'Alemanya durant el Tercer Reich. El text del pòster original és: "5 dits té una mà! Amb aquests 5 agafa l'enemic!". Aquest eslògan va inspirar part del text que conté la part del darrere de l'àlbum: "La mà té cinc dits, competents i plens de poder, amb l'habilitat tant de destruir com de crear". Després, hi ha escrit en negreta: "Obre els teus ulls, obre les teves boques, tanca les teves mans i fes un puny".
L'àlbum va rebre la certificació d'or per la RIAA el dia 2 de febrer del 2000. Dos anys més tard, després de l'èxit de l'àlbum Toxicity, va ser certificat platí.
L'àlbum és diferent dels altres 4 àlbums de System of a Down, sent la música més influenciada pel Heavy metal

## Llista de cançons
- Totes les lletres han estat escrites per Serj Tankian, tota la música per Daron Malakian, excepte on hi digui el contrari.

1. "Suite-Pee" – 2:32
2. "Know" (Lletra: Tankian, Música: Odadjian/Malakian/Tankian) – 2:56
3. "Sugar" (Lletra: Tankian, Música: Odadjian/Malakian) – 2:33
4. "Suggestions" – 2:44
5. "Spiders" – 3:35
6. "Ddevil" (Lletra: Tankian, Música: Odadjian/Malakian) – 1:43
7. "Soil" – 3:25
8. "War?" – 2:40
9. "Mind" (Lletra: Tankian, Música: Odadjian/Malakian/Tankian) – 6:16
10. "Peephole" – 4:04
11. "CUBErt" (Lletra: Tankian/Malakian, Música: Malakian) - 1:49
12. "Darts" – 2:42
13. "P.L.U.C.K." – 3:37

### Cançons bonus a l'edició japonesa
1. "Marmalade" – 3:00
2. "Storaged" – 1:19

### Disc bonus de l'edició limitada
1. "Sugar" (En viu) (Lletra: Tankian, Música: Odadjian/Malakian) - 2:27
2. "War?" (En viu) - 2:48
3. "Suite-Pee" (En viu) - 2:58
4. "Know" (En viu) (Lletra: Tankian, Música: Odadjian/Malakian/Tankian) - 3:03

## Crèdits
- Daron Malakian - guitarres, veu de fons
- Serj Tankian - Veu, teclats/samples
- Shavo Odadjian - Baix
- John Dolmayan - Bateria
- Produït per Rick Rubin amb System of a Down
- Mesclat per D. Sardy
- Maquinat per Sylvia Massy
- Enginyer/assistent d'enginyer: Greg Fidelman
- Gravació addicional/retocs finals: D.Sardy
- Assistents d'enginyer: Sam Story, Nick Raskulinecz
- Assistents d'enginyers de mescla: James Saez, Greg Gordon, Andy Haller
- Segon assistent d'enginyer de mescla: Bryan Davis
- Piano addicional per Rick Rubin
- Soroll addicional per Eric "Statik" Anest
- Fotografia: Anthony Artiaga
- Caràtula: John Heartfield
- Direcció artística: Frank Harkins & System of a Down
- Direcció d'A&R: Dino Paredes, Sam Wick
- Mànagers: Velvet Hammer Management, David "Beno" Benveniste
- Gravat a Sound City, Van Nuys, CA
- Veus i gravacions addicionals a l'Akademie Mathematique of Philosophical Sound Research, Hollywood, CA
- Mesclat a Record Plant Studios, Hollywood, CA & Hollywood Sound, CA
- Masteritzat per Vlado Meller at Sony Studios, New York, NY
- Música escrita pels COMPONENTS DE SOAD!

## Posició a les llistes

### Àlbum
| Any  | Llista            | Posició |
| ---- | ----------------- | ------- |
| 1999 | The Billboard 200 | 124     |
| 1999 | Top Heatseekers   | 1       |

### Senzills
| Any  | Senzill | Taula                  | Posició |
| ---- | ------- | ---------------------- | ------- |
| 1999 | Sugar   | Mainstream Rock Tracks | 28      |
| 1999 | Sugar   | Modern Rock Tracks     | 31      |
| 2000 | Spiders | Mainstream Rock Tracks | 25      |
| 2000 | Spiders | Modern Rock Tracks     | 38      |